# Staroirski jezik
Staroirski jezik je jezik koji pripada keltskoj grani indoeuropskih jezika i najstariji je u toj grupi. 
Govornici tog jezika nazivali su ga sen-goídelc. U suvremenom irskom jeziku naziva ga se sean-ghaeilge.
Pisan je latinicom.
Govorio se od 6. do 10. stoljeća na području otoka Irske, otoku Manu i na zapadnoj obali Britanije. Oko 10. stoljeća prerastao je u srednjovjekovni irski jezik te je stoga pretkom današnjeg irskog, škotskog gaelskog jezika i manskog jezika. U literaturi ga se još naziva starim gaelskim, radi izbjegavanje zabuna.

## Vanjske poveznice
- Alexander MacBain: Etimološki rječnik gaelskog jezika, Gairm Publications, 1982.
- Staroirski rječnik  Arhivirana inačica izvorne stranice od 30. travnja 2016. (Wayback Machine)
- Staroirski na internetu  Arhivirana inačica izvorne stranice od 21. veljače 2007. (Wayback Machine) na stranicama Teksaškog sveučilišta u Austinu
- eDIL (digitalno izdanje Dictionary of the Irish Language: Based Mainly on Old and Middle Irish Materials )